# Eleutherodactylus versicolor
Eleutherodactylus versicolor là một loài ếch trong họ Leptodactylidae.

## Môi trường sống và sinh thái
Nó được tìm thấy ở Ecuador và Peru.
Môi trường sống tự nhiên của nó là các khu rừng vùng núi ẩm nhiệt đới hoặc cận nhiệt đới, vùng đất ẩm có cây bụi nhiệt đới hoặc cận nhiệt đới, và vùng đồng cỏ.

## Phân bố
Loài này có ở miền nam Ecuador và miền bắc Peru.